# Schnaittenbach
Schnaittenbach este un oraș din districtul Amberg-Sulzbach, regiunea administrativă Palatinatul Superior, landul Bavaria, Germania.